# Tomas Hökfelt
Tomas Hökfelt, född 29 juni 1940 i Stockholm, är en svensk läkare och medicinsk forskare. Han är professor i histologi vid Karolinska Institutet. Han blev 1985 ledamot av Vetenskapsakademien och 1985 ledamot av Karolinska Institutets Nobelkommitté. Sedan 1986 är han utländsk ledamot av Finska Vetenskaps-Societeten.